# Мюллер, Бамба
Ба́мба Мю́ллер (англ. Bamba Müller), или махарани Ба́мба Дали́п Си́нгх (англ. Bamba Duleep Singh; 6 июля 1848, Каир, Османская империя — 18 сентября 1887, Лондон, Соединённое королевство Великобритании и Ирландии) — незаконнорождённая дочь немецкого коммерсанта и бывшей эфиопской рабыни, первая жена махараджи Панджаба Далипа Сингха.

## Биография

### Детство и юность
Бамба Мюллер родилась в Каире 6 июля 1848 года. Она была незаконнорождённой дочерью немца Людвига Мюллера, торгового банкира, от любовницы-эфиопки по имени София, бывшей рабыни. Девочку назвали «Бамба», что с арабского языка переводится как «розовая». Отец оставил дочь на попечении миссионеров-пресвитериан в Каире. Он заплатил за содержание и образование дочери в миссионерской школе. Завершив образование, Бамба Мюллер стала членом пресвитерианской общины и единственной местной жительницей, учителем в американской пресвитерианской миссионерской школе в Каире.
10 февраля 1864 года, во время остановки в Каире по пути из Бомбея в Лондон, миссию посетил махараджа Далип Сингх, последний правитель Сикхской империи. Через несколько дней он снова посетил учреждение и в школе для девочек впервые увидел Бамбу Мюллер. Она была единственной девушкой, местной уроженкой, которая приняла христианство. Во время своих визитов махараджа делал значительные пожертвования.
Далип Сингх не принял совета королевы Виктории жениться на индийской принцессе, получившей образование в Великобритании. Вместо этого он написал руководителям пресвитерианской миссии в Каире письмо с просьбой найти ему жену-христианку восточного происхождения. Их выбор пал на Бамбу Мюллер, предложение которой махараджа сделал через посредника, так как он не говорил по-арабски, а она не знала английский язык. Бамба Мюллер предполагала стать учительницей в миссионерской школе. Отец сказал, что поддержит любой выбор дочери. Наконец, она решила принять предложение махараджи и таким образом помочь школе и миссии.
Далип Сингх сделал большое пожертвование и женился на ней в июне 1864 года в консульстве Великобритании в Александрии. Краткая церемония прошла скромно при нескольких свидетелях. Жених и невеста были в европейских платьях. На голове у махараджи был тюрбан. На Бамбе Мюллер было муаровое платье с короткими рукавами, скромные украшения, цветок апельсина в волосах и вуаль. Далип Сингх принёс обеты на английском языке, она на арабском.

### Махарани Пенджаба
После свадьбы молодожёны посетили Пенджаб, затем ненадолго вернулись в Египет. В 1865 году они совершили путешествие вверх по реке Нил на лодке «Ибис». Супруги поселились в Великобритании. Далип Сингх был приёмным членом королевской семьи. За пятнадцать лет брака махарани Бамба Далип Сингх, как её стали называть в замужестве, родила шестерых детей. Семья поселилась в Элведене, в графстве Суффолк.
Со временем отношения между супругами охладели. В 1880 году Бамба Далип Сингх не поддержала мужа, когда он восстал против господства Великобритании в Индии. Махараджа бросил жену и детей и поселился во Франции, где завёл себе любовницу. Заботы о махарани с детьми взяла на себя королевская семья. Бамба Далип Сингх умерла 18 сентября 1889 года в имении в Элвидене, где была похоронена на местном церковном кладбище.

## Брак, титулы, потомство
7 июня 1864 года в консульстве Великобритании в Александрии состоялась частная церемония бракосочетания между Бамбой Мюллер и Далип Сингхом (6.9.1838 — 22.10.1893), махараджей Пенджаба, последним правителем Сикхской империи, сыном махараджи Ранджит Сингха и махарани Джинд Каур, известной также под именем Рани Джиндан. Титул и имя Бамбы Мюллер после замужества — махарани Бамба Далип Сингх. В этом браке родились шестеро детей:
- принц Виктор Альберт Джей Далип Сингх (10.7.1866 — 7.6.1918), глава королевского дома Сингхов — махараджей Пенджаба, 4.1.1898 женился на леди Энн Бланш Элис Ковентри (27.1.1874 — 2.7.1956);
- принц Фредерик Виктор Далип Сингх[англ.] (23.1.1868 — 15.8.1926), глава королевского дома Сингхов — махараджей Пенджаба;
- принцесса Бамба София Джиндан Далип Сингх[англ.] (29.9.1869 — 10.3.1957), принцесса королевского дома Сингхов — махараджей Пенджаба, 3.6.1917 вышла замуж за подполковника Дэвида Уотерса Сазерленда (18.12.1871 — 19.4.1939);
- принцесса Кэтрин Хильда Далип Сингх (27.10.1871 — 8.11.1942), принцесса королевского дома Сингхов — махараджей Пенджаба;
- принцесса София Александра Далип Сингх (8.8.1876 — 22.8.1948), принцесса королевского дома Сингхов — махараджей Пенджаба;
- принц Альберт Эдуард Александр Далип Сингх (20.8.1879 — 14.4.1893), принц королевского дома Сингхов — махараджей Пенджаба[2][3].